# Canton de Trèves
Le canton de Trèves est une ancienne division administrative française du département du Gard, dans l'arrondissement du Vigan.

## Composition
| Nom                    | Code Insee | Intercommunalité            | Superficie (km2) | Population (dernière pop. légale) | Densité (hab./km2) |
| ---------------------- | ---------- | --------------------------- | ---------------- | --------------------------------- | ------------------ |
| Trèves (chef-lieu)     | 30332      | CC Causses Aigoual Cévennes | 26,59            | 131 (2014)                        | 4,9                |
| Causse-Bégon           | 30074      | CC Causses Aigoual Cévennes | 7,67             | 15 (2014)                         | 2                  |
| Dourbies               | 30105      | CC Causses Aigoual Cévennes | 60,88            | 159 (2014)                        | 2,6                |
| Lanuéjols              | 30139      | CC Causses Aigoual Cévennes | 62,43            | 362 (2014)                        | 5,8                |
| Revens                 | 30213      | CC Causses Aigoual Cévennes | 13,85            | 23 (2014)                         | 1,7                |
| Saint-Sauveur-Camprieu | 30297      | CC Causses Aigoual Cévennes | 31,74            | 252 (2014)                        | 7,9                |

## Histoire
De 1833 à 1848, les cantons d'Alzon et de Trèves avaient le même conseiller général. Le nombre de conseillers généraux était limité à 30 par département.
Aux élections départementales de 2015, le canton est dissous et ses six communes sont rattachées au canton du Vigan.

## Administration

### Conseillers d'arrondissement (de 1833 à 1940)
| Période                                  | Période      | Identité                      | Étiquette                   | Qualité |
| ---------------------------------------- | ------------ | ----------------------------- | --------------------------- | --- |
| 1833                                     | 1858 (décès) | Fortuné Monestier (1798-1858) |                             | Avocat, juge de paix du canton de Trèves, propriétaire à Lanuéjols                                          |
| 1858                                     | 1870         |                               |                             | |
| 1870                                     | 1874         | Guillaume Cartal              |                             | Maire de Lanuéjols                                                                                          |
| 1874                                     | 1880         | Louis Teissier du Cros        | Monarchiste                 | Filateur à Valleraugue                                                                                      |
| 1880                                     | 1886         | Louis Bouteiller              |                             | Propriétaire à Combalbert, Trèves                                                                           |
| 1886                                     | 1892         | Justin Boussinesq             | Républicain                 | Négociant, maire de Trèves                                                                                  |
| 1892                                     | 1898         | Gilbert Blanc                 | Républicain                 | Greffier de la justice de paix, maire de Trèves                                                             |
| 1898                                     | 1904         | Albert Laurent                |                             | Propriétaire à Duzas, maire de Dourbies                                                                     |
| 1904                                     | 1910         | Justin Boussinesq             | républicain antiministériel | Négociant en fromages, maire de Trèves                                                                      |
| 1910                                     | 1919         | Jules Vidal                   | RG                          | Propriétaire à la Branellerie, Trèves                                                                       |
| 1919                                     | 1928         | Fortuné Pagès                 |                             | Menuisier à Trèves                                                                                          |
| 1928                                     | 1940         | Jean Michel                   | Radical                     | Cantonnier retraité à Lanuéjols                                                                             |
| 1940                                     |              |                               |                             | Les conseils d'arrondissement ont été suspendus par la loi du 12 octobre 1940 et n'ont jamais été réactivés |
| Les données manquantes sont à compléter. |              |                               |                             | |

### Conseillers généraux
| Période                                  | Période          | Identité                            | Étiquette          | Qualité |
| ---------------------------------------- | ---------------- | ----------------------------------- | ------------------ | --- |
| 1833                                     | 1848             | Charles Félix Adrien Marquès du Luc |                    | Substitut du Procureur général à Nîmes |
| 1848                                     | 1864             | Jean Cambecédès                     |                    | Propriétaire à Lanuéjols |
| 1864                                     | 1871             | Auguste Véret                       |                    | Propriétaire à Lanuéjols |
| 1871                                     | 1888 (décès)     | Camille Joly de Morey (1832-1888)   | Droite             | Avocat à Trèves, propriétaire à Paris |
| 1888                                     | 1895             | Eugène Joly de Morey                | Droite monarchiste | Avocat à Trèves Propriétaire des mines de Meyrueis (Lozère) Député de la Lozère (octobre à décembre 1885) |
| 1895                                     | 1898 (démission) | Frédéric Gaussorgues                | Républicain        | Ingénieur civil, maire de Sommières Député (1889-1898) |
|                                          |                  |                                     |                    | |
| 1903                                     | 1907             | Sylvain Vallat                      | Républicain        | Inspecteur des écoles pratiques d'industrie et de commerce |
| 1907                                     | 1913             | Albert Gay                          | Droite             | Avoué, maire du Vigan (1896-1904 et 1906-1925) |
| 1913                                     | 1919             | Sylvain Vallat                      | Républicain        | Inspecteur général de l'enseignement technique en retraite, Pompignan |
| 1919                                     | 1937             | Emile Dugas                         | Rad. puis Rad.ind. | Maître des requêtes honoraire au Conseil d'État |
| 1937                                     | 1940             | Henri Michel                        | Rad.ind.           | Maire de Saint-Sauveur-de-Pourcils (1929-1939) Nommé conseiller départemental en 1942 |
|                                          |                  |                                     |                    | |
| 1945                                     | 1949             | Emile Cazal                         | Soc.ind.           | Maire de Dourbies |
| 1949                                     | 1973             | Edmond Rigal (1899-1977)            | Rad.               | Pharmacien à Nîmes |
| 1973                                     | 1992             | Bernard Castagnet                   | PS puis DVG        | Maire de Saint-Sauveur-Camprieu |
| 1992                                     | 2015             | Martin Delord                       | DVG puis PS        | Cadre Maire de Lanuéjols depuis 2001 Président de la Communauté de communes de l'Aigoual jusqu'en 2012 Président de la Communauté de communes du Pays de l'Aigoual depuis 2013 Président du Pays Aigoual Cévennes Vidourle Vice-président du Conseil général (2004-2015) Elu en 2015 dans le Canton du Vigan |
| Les données manquantes sont à compléter. |                  |                                     |                    | |

## Photographies
|  |  |

## Démographie
| 1962  | 1968  | 1975 | 1982 | 1990 | 1999 | 2006 | 2011 | 2012 |
| ----- | ----- | ---- | ---- | ---- | ---- | ---- | ---- | ---- |
| 1 350 | 1 126 | 990  | 914  | 888  | 888  | 929  | 960  | 949  |